# Inverkehrbringen (PatG)
Als Inverkehrbringen bezeichnet man im Patentrecht Deutschlands eine nach § 9 Patentgesetz dem Patentinhaber vorbehaltene Handlung (sog. Verbietungsrecht). Diese umfasst jede Handlung, durch die der Eintritt des patentierten Erzeugnisses in den Handelsverkehr tatsächlich bewirkt wird, indem das patentierte Erzeugnis unter Begebung der eigenen Verfügungsgewalt tatsächlich in die Verfügungsgewalt einer anderen Person übergeht.

## Tatsächliche Verfügungsgewalt
In Verkehr kann nur ein körperlicher Gegenstand gebracht werden, bloße Zeichnungen genügen nicht. Tatsächliches Bewirken erfordert keine rechtliche Verfügungsmacht, insbesondere keine Übereignung und liegt entsprechend auch bei Miete oder Leihe vor. Besitzverschaffung i. S. v. § 870 BGB ist erforderlich, aber nicht immer hinreichend. Das Merkmal ist demnach nicht erfüllt bei bloßer Bestellung von Sicherheiten, etwa durch ein Pfandrecht oder eine Sicherungsübereignung.

## Eintritt in den Handelsverkehr
Verkehr im Sinne der Vorschrift ist nicht als Beförderungsverkehr zu verstehen, sondern als Handelsverkehr, der Umsatz- und Veräußerungsgeschäfte zum Gegenstand hat.  Eintritt in den Handelsverkehr liegt nicht vor, wenn die Ware lediglich angepriesen oder beworben wird, solange kein funktionsfähiges Muster an einen Dritten ausgehändigt wird, ferner nicht bei bloßem Transit der Waren vom Ausland ins Ausland. Hingegen liegt Inverkehrbringen vor bei Export vom Inland ins Ausland.